# Claudia Heill
Claudia Heill, née le 24 janvier 1982 à Vienne et morte le 31 mars 2011, est une judoka autrichienne dans la catégorie des poids mi-moyen (-63 kg) et, par ailleurs, soldate.

## Biographie
Révélée par une médaille de bronze aux mondiaux juniors en 2000 et une deuxième place au niveau européen cette même année, Claudia Heill échoue de peu aux mondiaux séniors de Munich en 2001, où elle prend la cinquième place. Elle conquiert sa première récompense majeure, l'année suivante, en décrochant la médaille de bronze à l'Euro de Maribor. Une nouvelle fois présente sur le podium en 2003, elle gagne sa participation pour le rendez-vous olympique d'Athènes en 2004. Peu évoquée parmi les favorites, l'Autrichienne réalise pourtant un parcours presque parfait en se qualifiant pour la finale à l'âge de seulement 22 ans. Elle échoue cependant pour l'obtention de la médaille d'or, puisque battue par la Japonaise Ayumi Tanimoto, elle reçoit la médaille d'argent.
En 2007, elle décroche un nouveau podium européen en finissant troisième, après avoir été battue en demi-finale par la championne du monde française, Lucie Décosse.
Elle met fin à ses jours, en sautant d’une fenêtre du 6ème étage à Vienne, le 31 mars 2011, à l'âge de 29 ans.

## Palmarès

### Jeux olympiques
- Jeux olympiques de 2004 à Athènes (Grèce) :
  -  Médaille d'argent dans la catégorie des poids mi-moyen (-63 kg).

### Championnats du monde
- Championnats du monde 2001 à Munich (Allemagne) :
  - 5e dans la catégorie des poids mi-moyen (-63 kg).

### Championnats d'Europe
| Catégorie / Année       | 2001 | 2002 | 2003 | 2005 | 2007 |
| ----------------------- | ---- | ---- | ---- | ---- | ---- |
| poids mi-moyen (-63 kg) | 2e   | 3e   | 3e   | 2e   | 3e   |

### Divers
- Juniors :
  - 3e aux mondiaux juniors en 2000 à Nabeul (Tunisie).
  - 2e à l'Euro junior 2000 à Nicosie (Chypre).
- Tournoi de Paris (France) :
  - 1 podium en 2003.